# Mario Adda Editore
La Mario Adda Editore, o più brevemente Adda Editore, è una casa editrice italiana fondata nel 1963 con sede a Bari.
L'Adda Editore è specializzata nella manualistica di vari settori (storiografico, artistico, turistico, culturale, naturalistico, ecc.) e in testi d'interesse scolastico, su tematiche relative all'Italia meridionale e in particolare alla Puglia.